# Maria-Tenhemelopneming
Maria-Tenhemelopneming of de Tenhemelopneming van Maria is een christelijke feestdag waarop de opneming van Maria in de hemel "met lichaam en ziel" wordt herdacht en gevierd. In de Oud-Katholieke en de Orthodoxe Kerken wordt dit feest Ontslapen van de Heilige Maria, Moeder Gods resp. Ontslapenis van de Moeder Gods genoemd.
De termen Maria Hemelvaart of Onze-Lieve-Vrouw-Hemelvaart zijn ingeburgerd maar theologisch niet correct. De Hemelvaart is enkel voorbehouden voor haar Zoon, Jezus Christus. Maria is 'ten hemel opgenomen'.

## Ontstaansgeschiedenis van de feestdag

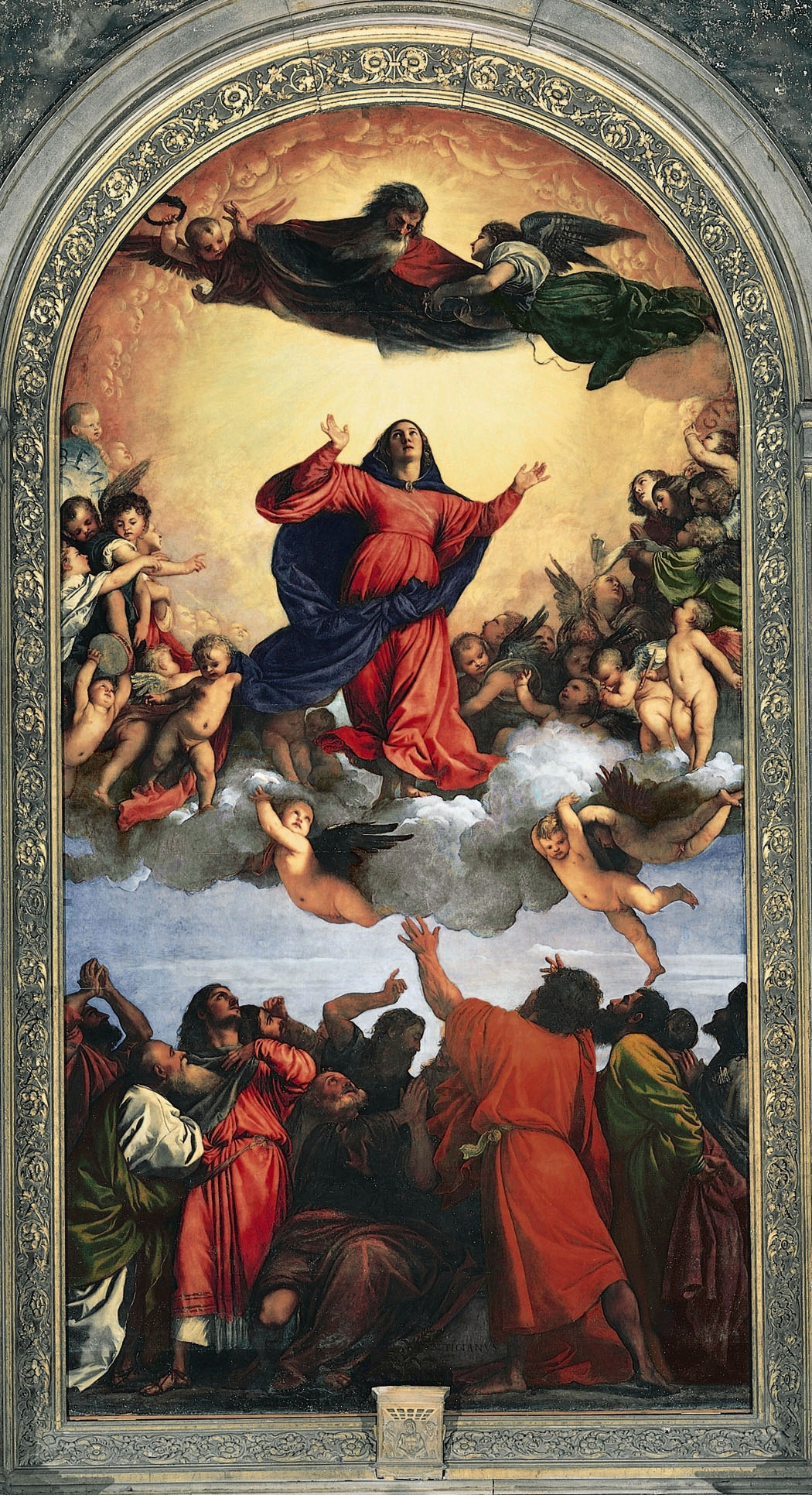
Maria Tenhemelopneming door Titiaan

Over het overlijden en vervolgens met lichaam en ziel opgenomen worden in de hemel van Maria zijn verschillende verhalen in omloop die uit de kerkelijke traditie afkomstig zijn. In de Bijbel wordt er niet over geschreven. Maria zou ergens tussen 36 en 50 n.Chr. zijn overleden. Volgens een bepaalde traditie waren alle apostelen hierbij aanwezig, behalve Tomas. Toen deze aankwam was Maria's lichaam al begraven en om haar toch eer te bewijzen bezocht Tomas in zijn eentje haar graf. Tomas zag toen de tenhemelopneming van Maria. Daarbij kreeg hij van Maria haar gordel. De overige apostelen geloofden dit niet totdat hij hen de gordel toonde en het lege graf.
De Legenda Aurea van Jacobus de Voragine vermeldt een andere overlevering. Ook hier zijn alle apostelen, behalve Tomas, getuige van Maria's dood, maar eveneens van haar tenhemelopneming. Als Tomas zich later aansluit bij hen, gelooft hij de apostelen niet. Plotseling valt de gordel van Maria uit de hemel, waarop Tomas alsnog gelooft dat Maria lijfelijk ten hemel is gevaren. Overigens is er geen duidelijkheid over de plaats waar Maria is overleden en ten hemel zou zijn opgestegen. Volgens de oudste traditie zou Maria op de Sionsberg in Jeruzalem zijn gestorven en vervolgens begraven naast de hof van Getsemane, in het Kidrondal, aan de voet van de Olijfberg. Later is ook de stad Efeze aangewezen als mogelijke plaats van Maria's overlijden. In Efeze waar voor de Christelijke tijd een krachtige Artemis-verering bestond, is een Mariahuisje waar zij tot haar dood zou hebben gewoond.
Na het concilie van Efeze (431), waar Maria de titel "Moeder van God" (Theotokos) kreeg toebedeeld, kende de Mariaverering een sterke opgang.
De oudste feesten 'Maria Boodschap' en de 'Opdracht in de tempel' waren nog vooral op Christus zelf gericht. Later ontstonden feesten waarbij Maria als begin en sluitstuk van het verlossingswerk van Christus werd gevierd. De twee feesten die toen ontstonden: 'Maria's Geboorte' (8 september) en overlijden (15 augustus); in het Oosten Maria-ontslaping genoemd en later in het westen aangeduid als Maria-ten-hemel-opneming, markeerden het begin- en sluitstuk van Christus' verlossingswerk. Maria's dood werd gevierd als het sluitstuk c.q. de voltooiing van de verlossing van allen. Dit laatste werd in 582 door keizer Mauricius officieel in Byzantium ingevoerd. Op 15 augustus werd voor die tijd al de verjaardag van de kerkwijding van een aan Maria toegewijde basiliek op de weg tussen Betlehem en Jeruzalem gevierd. Rome nam het feest van Maria-Tenhemelopneming over in de zevende eeuw onder paus Sergius I.

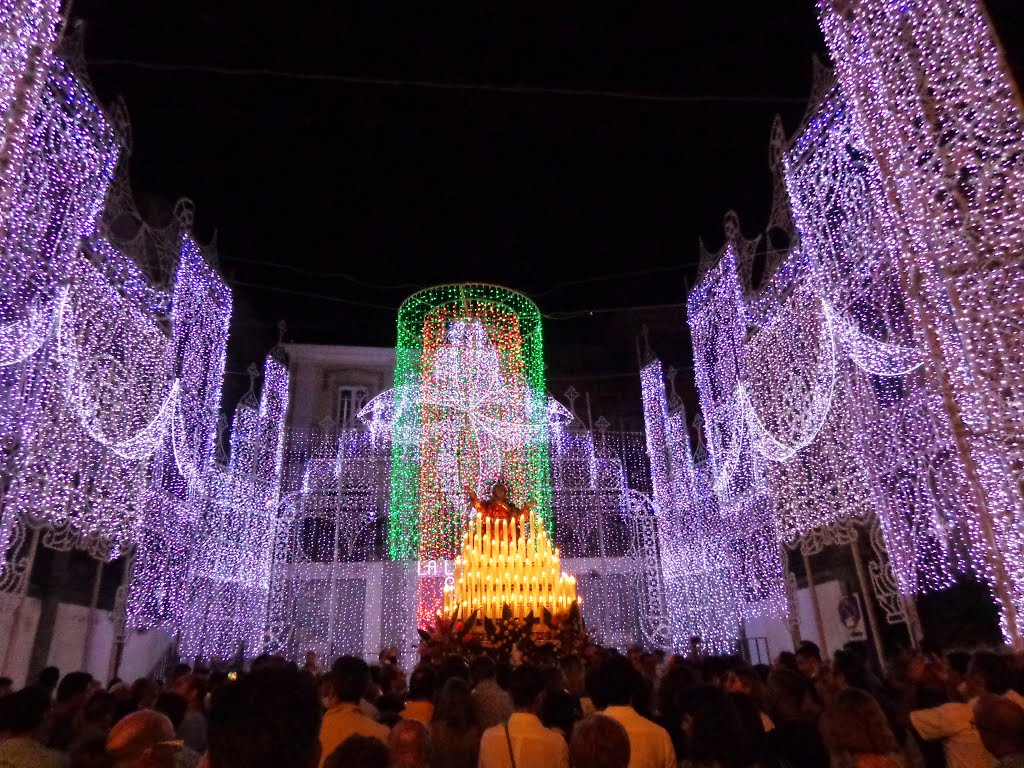
Feest van de Maria-Tenhemelopneming in augustus, Novara di Sicilia

De Transitus Mariae-geschriften uit de zesde eeuw geven aan dat de dood van Maria als theologische vraagstelling toen reeds actueel was.
Aanvankelijk was 'Ontslaping' de naam voor deze feestdag: 'Dormitio Mariae' (Latijn) en 'Koimesis Theotokou' (Grieks). In het westerse christendom werd, onder invloed van apocriefe teksten en volkslegenden, vanaf de achtste eeuw de term 'Tenhemelopneming van Maria' gebruikt. In het Nieuwe Testament staat echter nergens dat Maria in de hemel is opgenomen.

## Dogmaverklaring
Tijdens het Eerste Vaticaans Concilie (1869-1870) hadden 200 bisschoppen om de dogmatische definitie van de lichamelijke tenhemelopneming van Maria gevraagd. In 1950 kondigde paus Pius XII het dogma fidei van de Tenhemelopneming af en bevestigde het in de Apostolische Constitutie Munificentissimus Deus. De formulering van het dogma is als volgt:
Daarom na telkens en telkens opnieuw onze smeekbeden tot God te hebben verheven en de Geest der Waarheid te hebben aangeroepen: tot glorie van de Almachtige God, die met bijzondere welwillendheid zijn gaven aan de Maagd Maria heeft uitgedeeld: ter ere van zijn Zoon, de onsterfelijke Koning der eeuwen en de overwinnaar op zonde en dood; tot grotere roem van Christus' eerbiedwaardige Moeder en tot blijdschap en jubel van heel de Kerk; op gezag van Onze Heer Jezus Christus,van de Zalige Apostelen Petrus en Paulus en dat van Onszelf: roepen Wij uit, verklaren en definiëren Wij, dat het een door God geopenbaard dogma is: dat de Onbevlekte Moeder Gods altijd Maagd Maria, na het voltooien van haar aardse levensbaan, met lichaam en ziel tot de hemelglorie is opgenomen.

De Orthodoxe Kerk gelooft dat de Moeder Gods alleen met de ziel ten hemel is opgevaren naar de hemel, en kent er ook geen dogma aan toe. Zoals gezegd: In de kerkelijke traditie van de orthodoxie spreekt men van het Ontslapen van de Moeder Gods.

## Iconografie

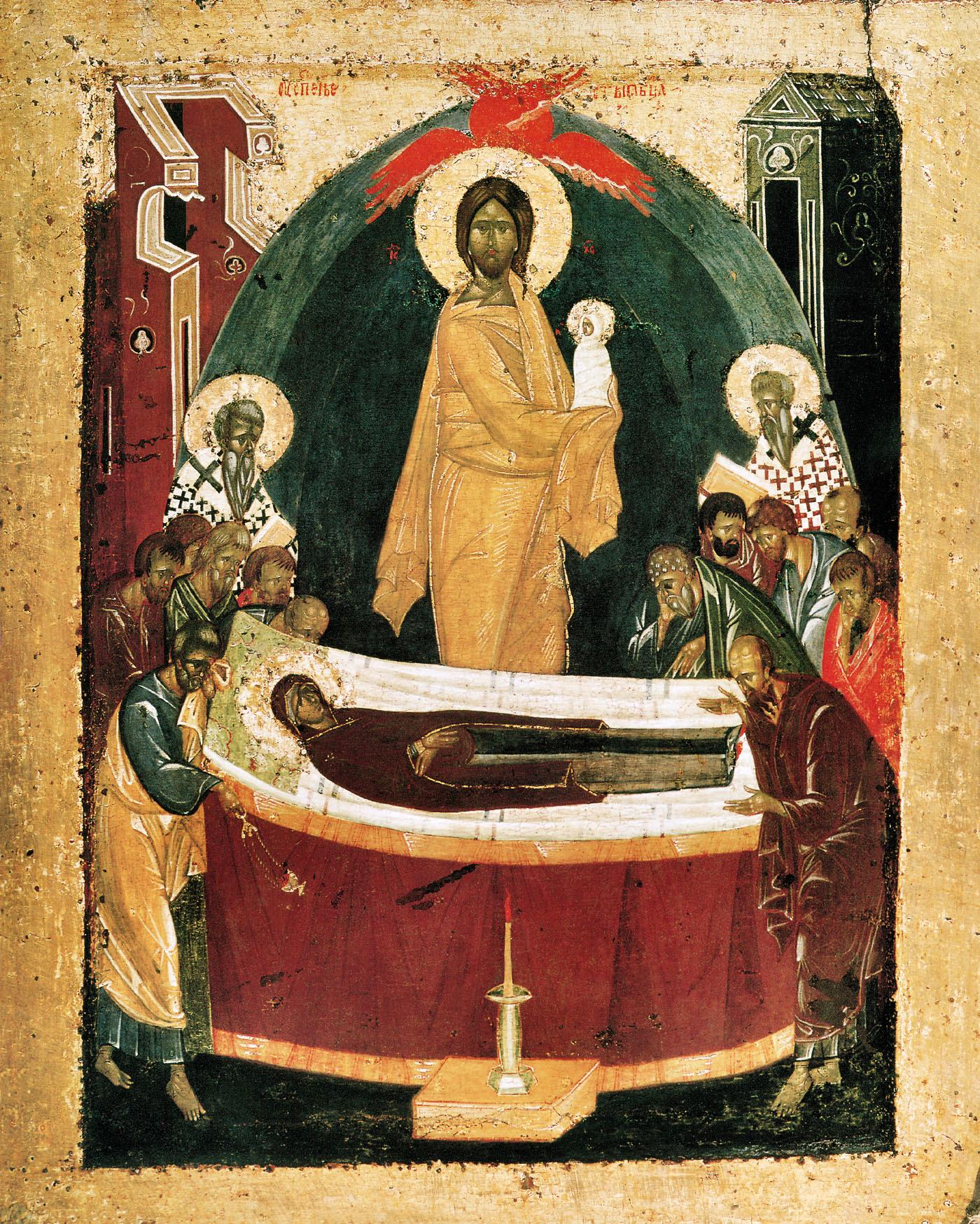
Russische icoon van de Ontslapenis van de Moeder Gods door Feofan de Griek (ca. 1340 - ca. 1410)

In de westerse iconografie wordt Maria-Tenhemelopneming meestal uitgebeeld als Maria die door Christus ten hemel wordt gevoerd. Een voorbeeld is het hierboven weergegeven schilderij van Titiaan.
In de Orthodoxe Kerken worden bij deze voorstelling vaak simultaan twee taferelen getoond: het inslapen (dormitio) van de Moeder Gods met de apostelen rond haar sterfbed verzameld en de eigenlijke tenhemelopneming.
Op oude mozaïeken en iconen is het tweede tafereel vaak de voorstelling van Christus die de ziel van zijn Moeder - uitgebeeld als een ingebakerd kindje - mee ten hemel neemt. Deze manier van uitbeelden is onder meer terug te vinden in de zesde-eeuwse "Verlosser-in-Chora kerk" in Istanbul, het vroegere Constantinopel, en verwijst naar de (iconografie van de) geboorte-icoon.

## Actuele viering
In de Katholieke Kerk is Maria-Tenhemelopneming een hoogfeest en wordt steeds op 15 augustus gevierd. In veel katholieke en *orthodoxe landen, waaronder België, *Cyprus, Frankrijk, *Griekenland, Italië, Kroatië, Liechtenstein, Litouwen, Luxemburg, Malta, Oostenrijk, Polen, Portugal, *Roemenië, Slovenië, Spanje, gedeeltelijk in Duitsland (in Saarland en gedeeltes van Beieren) en in verschillende kantons van Zwitserland is het een wettelijke feestdag.
Het in de volksmond gebruikte "Maria Hemelvaart" is volgens het katholieke geloof niet correct omdat Maria niet zelf ten hemel opsteeg maar door God in de hemel werd opgenomen. In Italië wordt de Ferragosto wel gezien als de belangrijkste feestdag van het jaar. Het is een combinatie van het al in de Romeinse tijd bestaande oogstfeest en de christelijke viering van Maria Tenhemelopneming.
De periode midden de oogstmaand (augustus) zorgt ervoor dat veel oogstfeesten gepland staan op 15 augustus ("half oogst").
In Antwerpen en omgeving en in Costa Rica wordt op 15 augustus tevens Moederdag gevierd.
Het bisdom Antwerpen viert het hoogfeest van de Tenhemelopneming van Maria als haar patroonsfeest.
In de Orthodoxe Kerk wordt het feest aangeduid met de Ontslapenis van de Moeder Gods. Aan de viering gaat een voorbereidende vasten en een voorfeest op 14 augustus vooraf. De naviering duurt tot en met 23 augustus.
In de Orthodoxe kerken wordt het feest in sommige landen gevierd op 28 augustus vanwege het uiteenlopen van de juliaanse kalender en gregoriaanse kalender die 13 dagen verschillen.
In Nederland is Maria-Tenhemelopneming geen nationale vrije dag, maar wel een verplichte feestdag in de Katholieke Kerk. In 1967 verplaatsten de Nederlandse bisschoppen (na ontheffing van paus Paulus VI om Maria-Tenhemelopneming als zondag te beschouwen), de verplichte feestdag naar de eerstvolgende zondag na 15 augustus. Voorheen was Maria-Tenhemelopneming een vrije dag die op de dag zelf werd gevierd. Sinds de verplaatsing werd 15 augustus niet meer als vrije dag gevierd. De Nederlandse bisschoppen hebben echter met ingang van 1 januari 1991 besloten Maria-Tenhemelopneming weer te vieren als verplichte feestdag met een eucharistieviering op de dag zelf op een tijdstip waarop veel gelovigen aanwezig kunnen zijn.
Op Maria-Tenhemelopneming vond en vindt ook de wijding van de kruidwis in de katholieke kerk plaats. Een overlevering verhaalt van de apostelen die bij het bezoek aan het lege graf van Maria in de plaats van haar lichaam, bloemen en geurend kruid aantroffen.

## Maria-Tenhemelopneming in de kunst

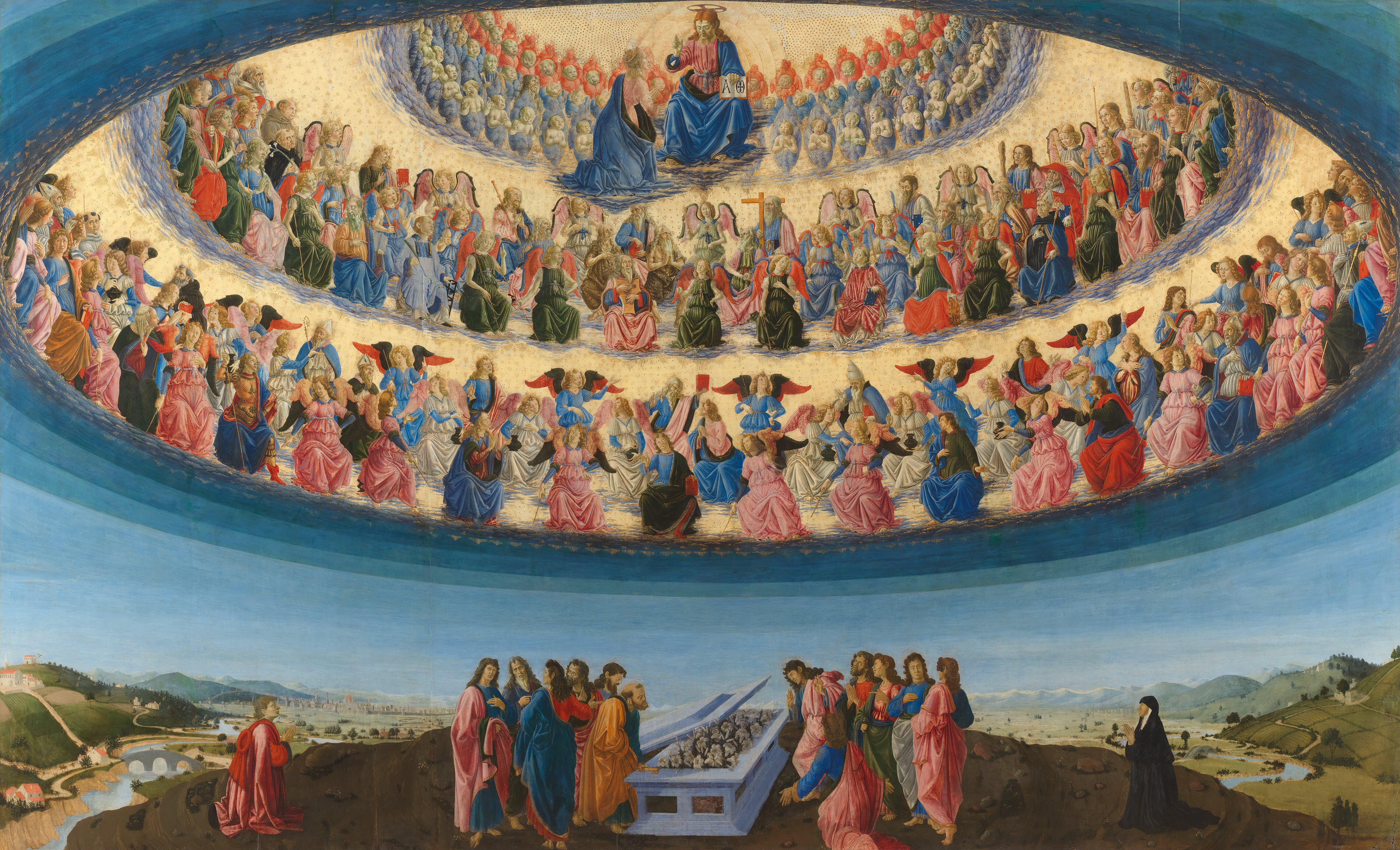
Francesco Botticini 1475
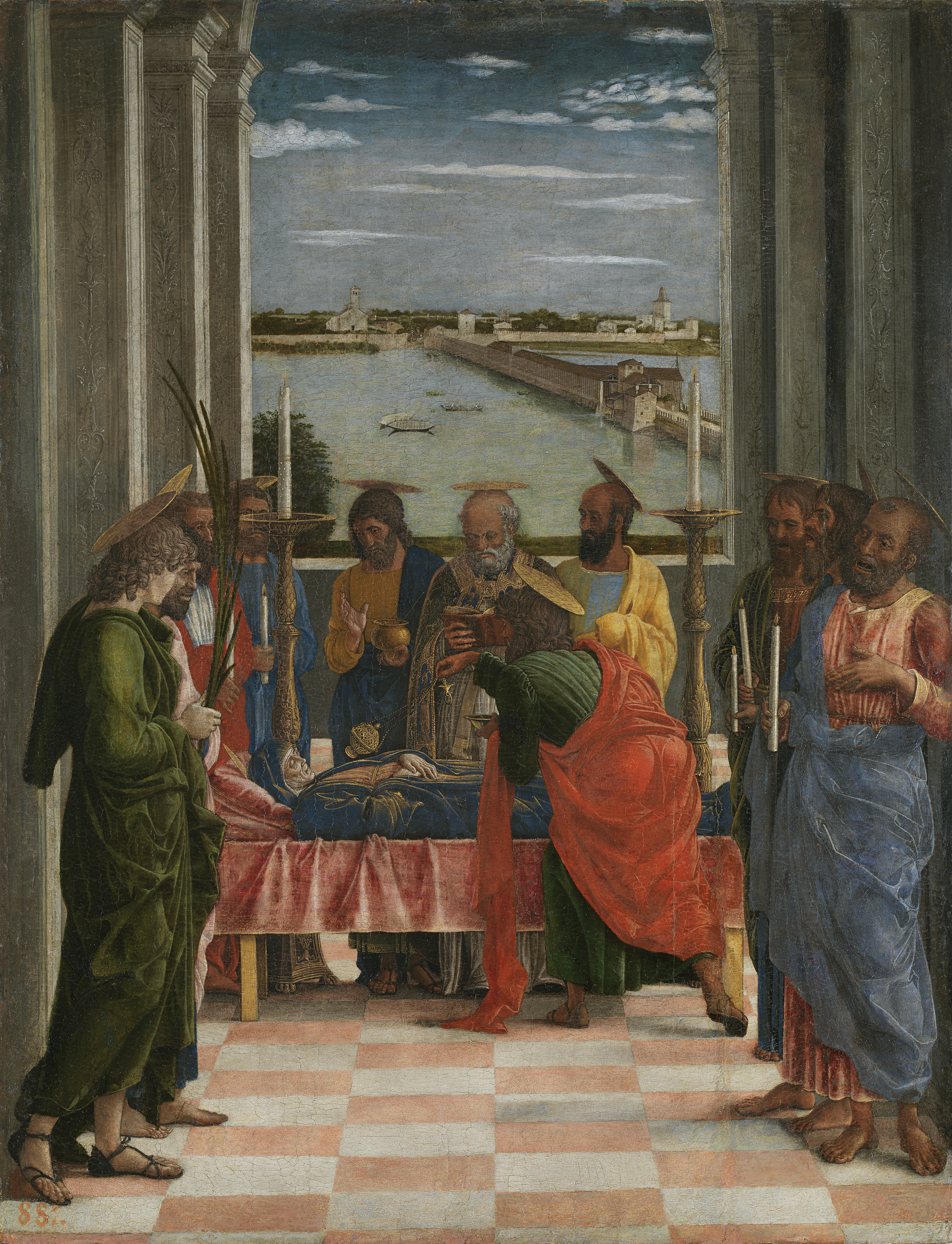
Andrea Mantegna Dormition, 1461
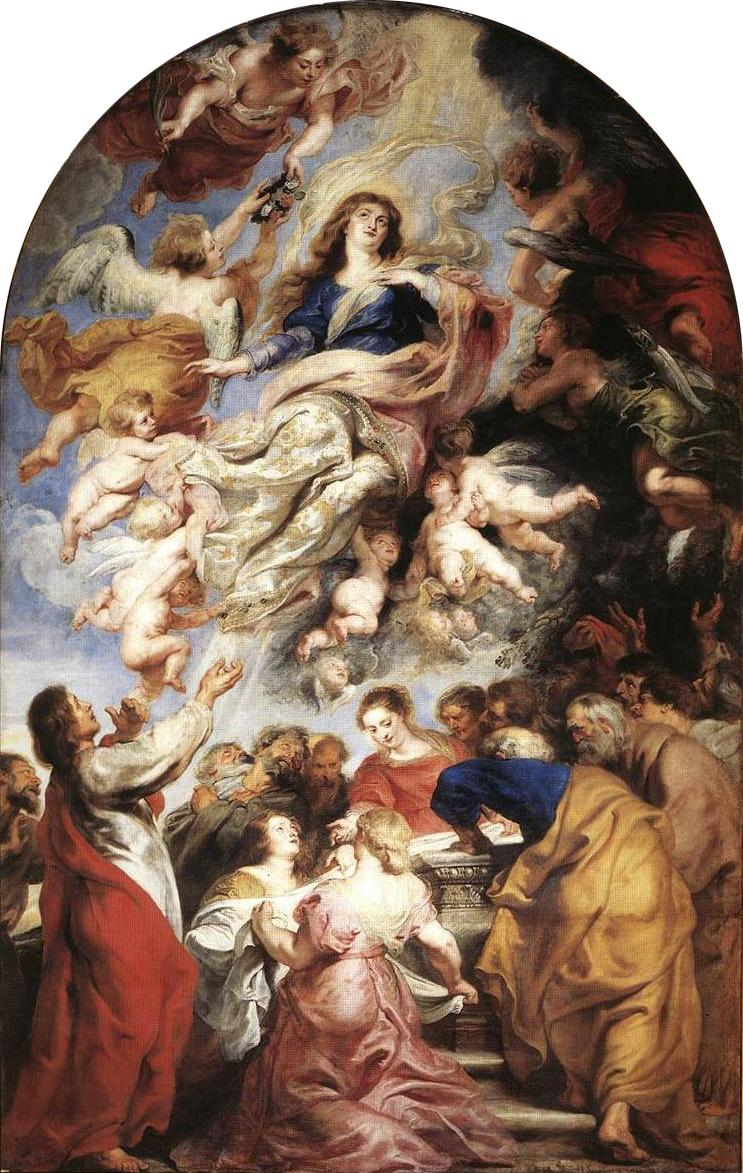
Rubens Tenhemelopneming van Maria, 1626
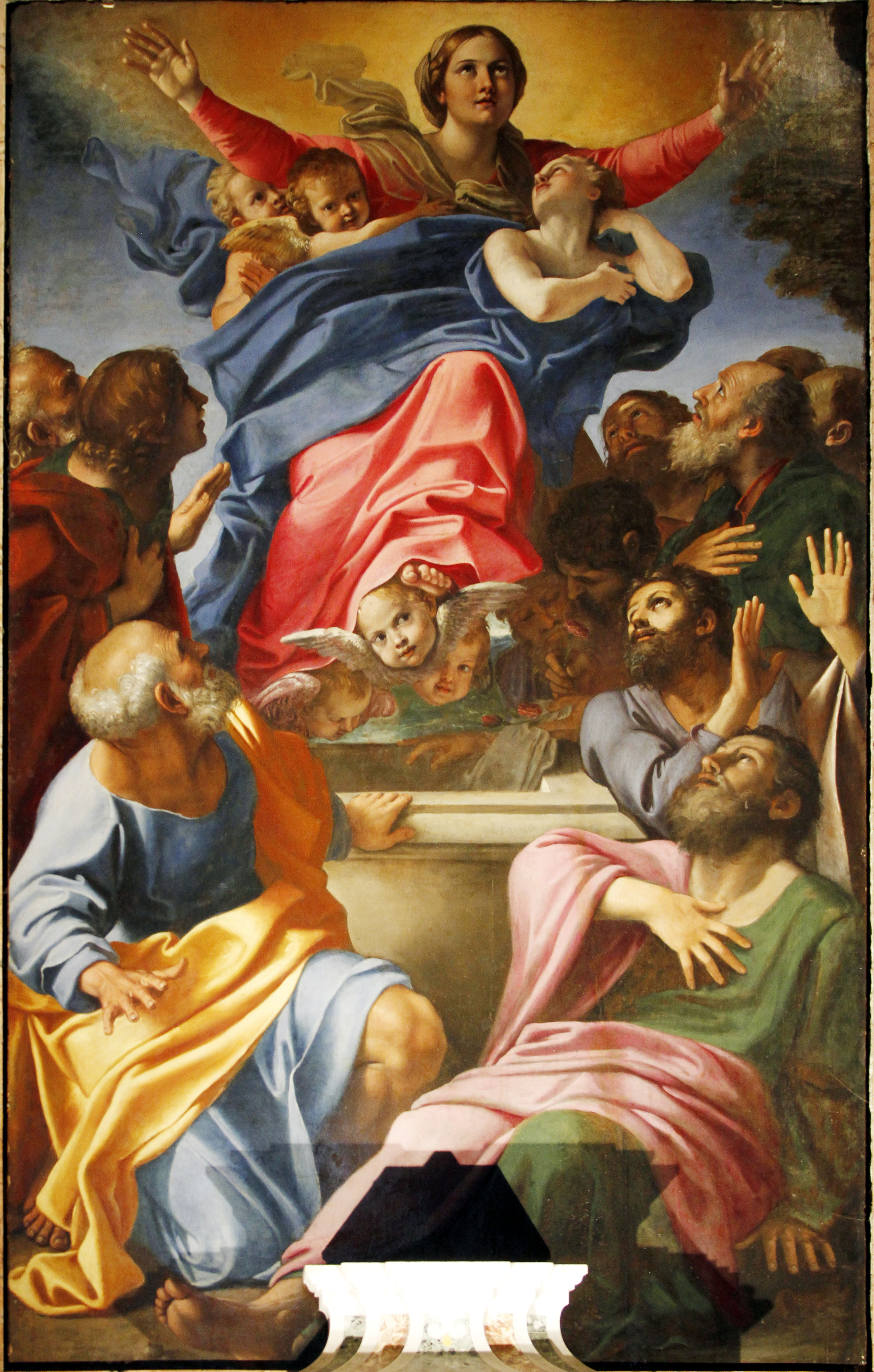
Annibale Carracci Tenhemelopneming, 16e eeuw
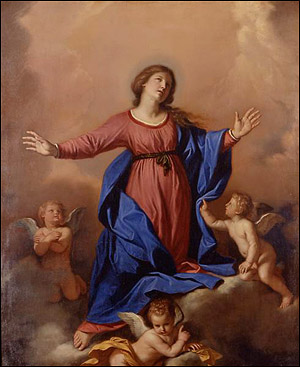
Guercino Tenhemelopneming, 1655
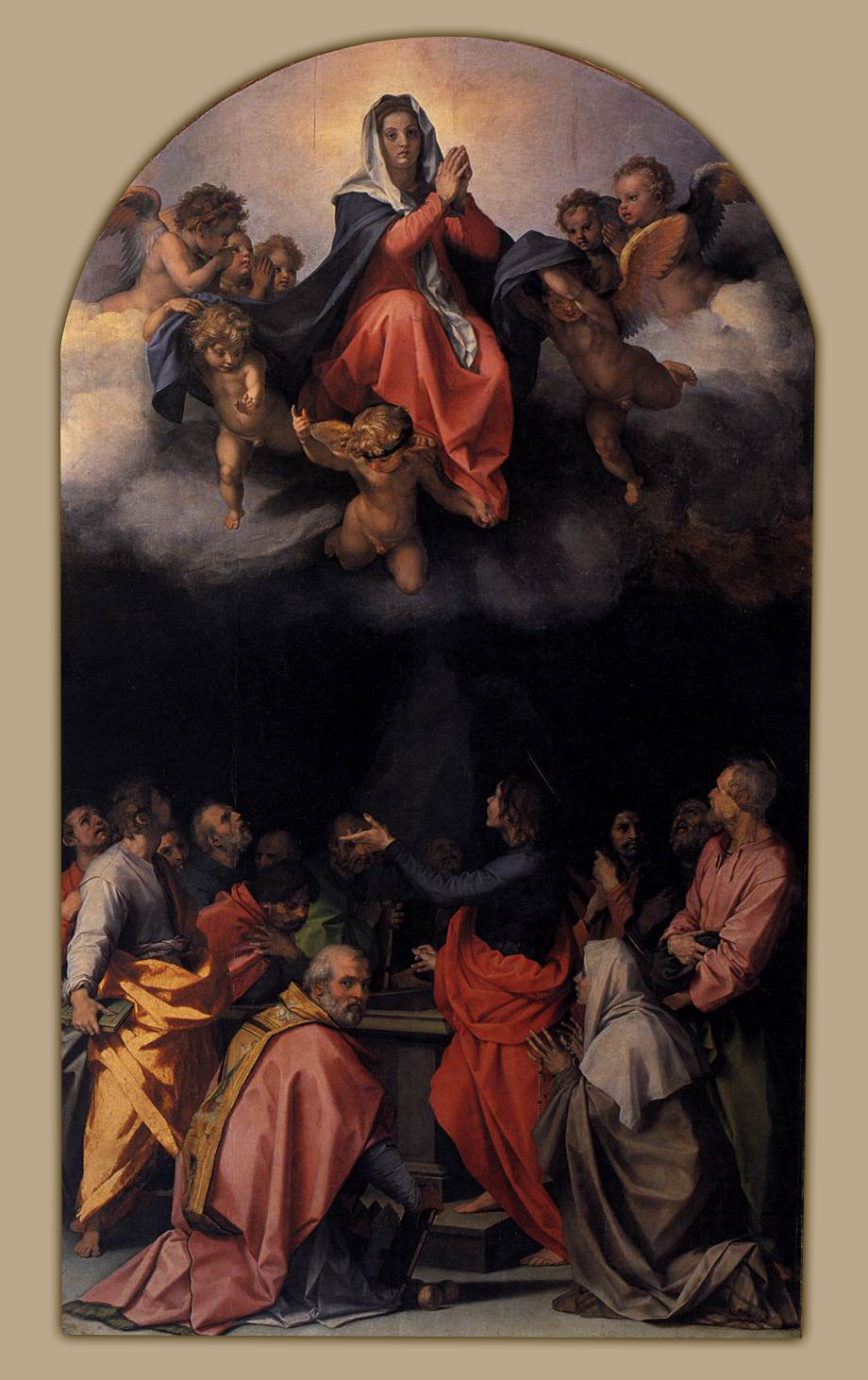
Andrea del Sarto Tenhemelopneming, 1526
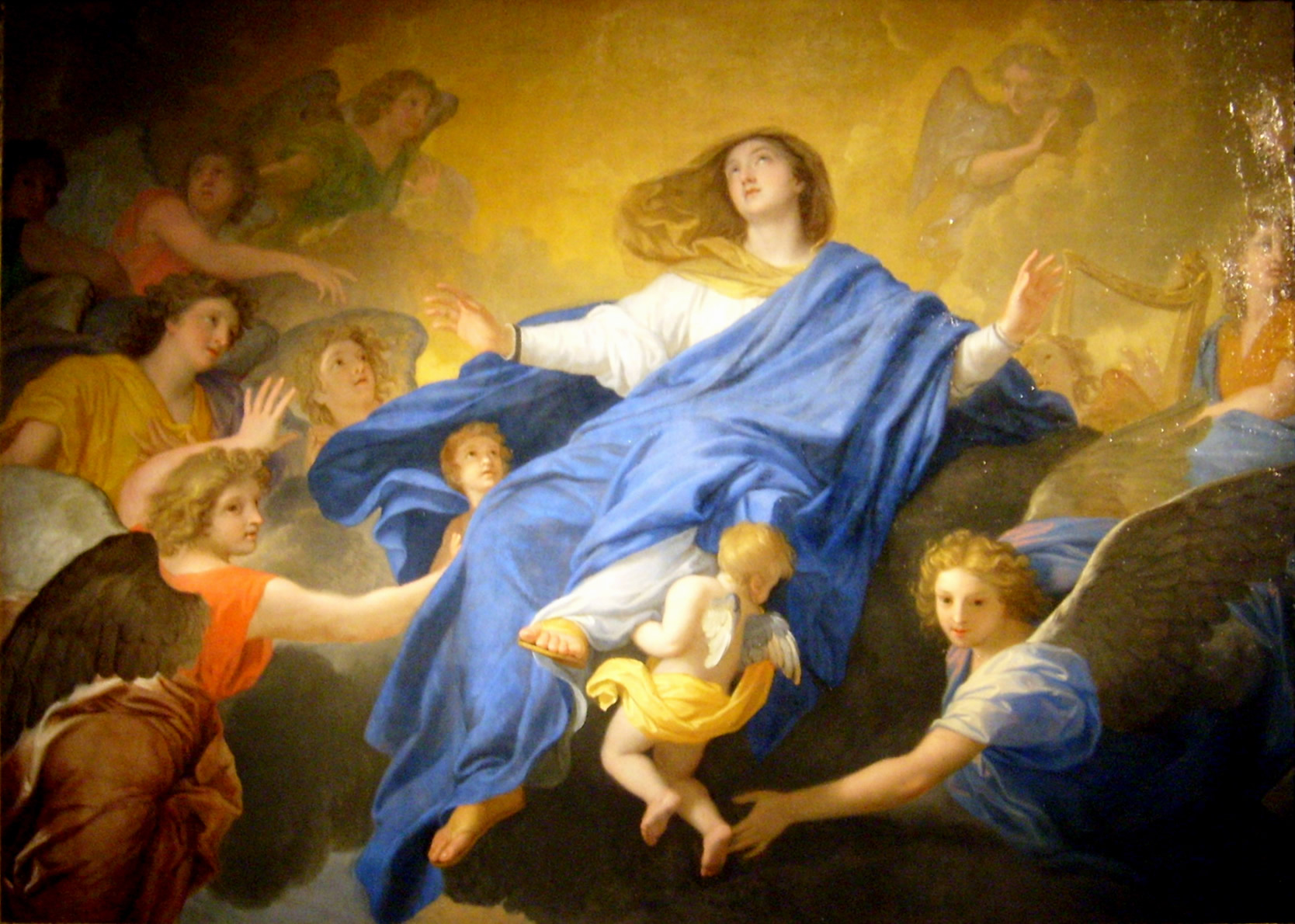
Charles Le Brun, 1661/1662